# Шокальский, Юлий Михайлович
Ю́лий Миха́йлович Шока́льский (5 (17) октября 1856, Санкт-Петербург — 26 марта 1940, Ленинград) — русский и советский учёный-географ, гидрограф, океанограф, картограф, генерал-лейтенант (1912), председатель Русского географического общества (1917—1931). Герой Труда.

## Биография
Родился 5 (17) октября 1856 года в Санкт-Петербурге, в семье Екатерины Ермолаевны Керн, дочери Анны Петровны Керн. Рано остался без отца — Михаила Осиповича Шокальского. Помогал Екатерине Ермолаевне в воспитании сына Григорий Александрович Пушкин, сын А. С. Пушкина, проживавший долгое время в селе Михайловское. Туда Юлий впервые попал в 13-летнем возрасте и (по его воспоминаниям о Григории Александровиче) «с тех пор каждое лето почти что жил там, бывая или почти ежедневно, или проводя там по несколько дней подряд».
В 1877 году окончил с нахимовской премией Морской кадетский корпус гардемарином, через год был произведён в чин мичмана и сразу же поступил на учёбу в Николаевскую морскую академию. После окончания гидрографического отдела академии по 1-му разряду (1880) приступил к научной работе в области географии.
Заведовал отделением морской метеорологии и предупреждений о штормах в Главной физической обсерватории. Хотя он пробыл в ней недолго, он успел написать свои первые научные работы по морской метеорологии.
Затем перешёл в морское училище, где начал преподавать математику, навигацию и физическую географию. Здесь Юлий Михайлович обнаружил блестящие педагогические способности. Будущие моряки горячо любили и уважали своего талантливого учителя и воспитателя. Он не оставлял педагогической работы до самой смерти — преподавал в Морской академии, в Ленинградском университете и в других учебных заведениях.

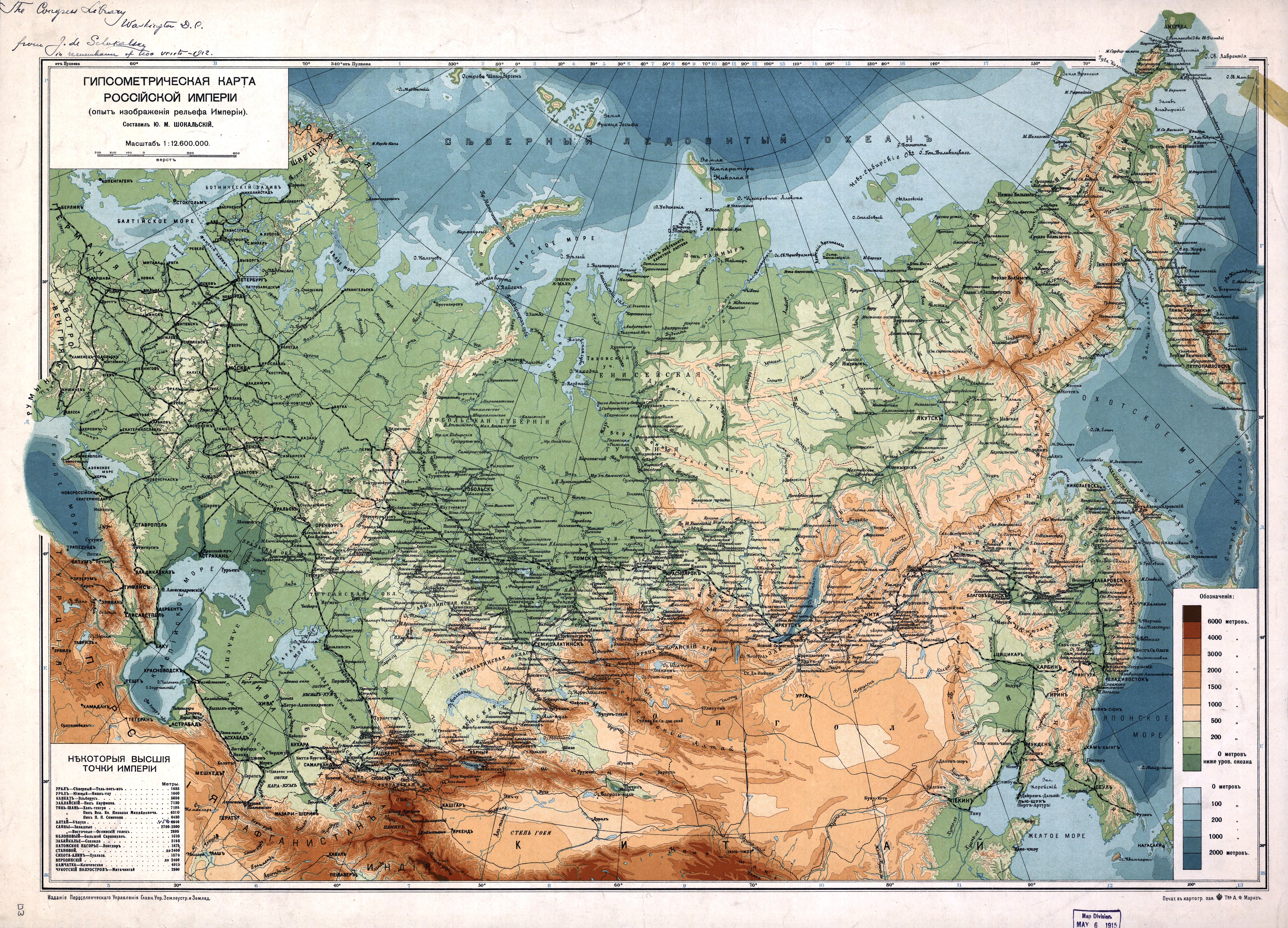
Карта Российской империи, составленная Ю. М. Шокальским, 1914 год

Ещё во время работы в обсерватории его избрали действительным членом Русского географического общества, которое было в то время центром географических наук в России. Во главе его (в качестве вице-председателя) стоял знаменитый географ Петр Петрович Семёнов-Тян-Шанский. В 1914 году, после смерти Семёнова-Тян-Шанского, вице-председателем стал Юлий Михайлович. Председателем общества был великий князь Николай Михайлович, который после Февральской революции сложил с себя председательские полномочия и 11 марта 1917 года в личной записке предложил Шокальскому занять этот пост. Его деятельность в обществе продолжалась 58 лет, из них 23 года после 1917 года, когда он был председателем, а затем (в 1931—1940 годах) почётным президентом общества.
С 1897 года в течение четырёх лет занимался исследованием Ладожского озера. Он определил площадь озера, измерил глубины, вычислил объём его водной массы и особенно тщательно изучил термический (тепловой) режим озера.
Больше всего интересовался океанографией и картографией. С 1907 года руководил в Главном гидрографическом управлении работами по исследованию российских морей и всего Мирового океана. Он же ввёл в науку понятие «Мировой океан», считая все океаны — Индийский, Атлантический, Северный Ледовитый, Тихий — частями Мирового океана. Свои многолетние научные работы по изучению морей Шокальский обобщил в капитальном труде «Океанография», который вышел в свет в 1917 году. За эту научную работу он был удостоен премии Российской академии наук в 1919 году и премии Парижской академии наук в 1923 году.

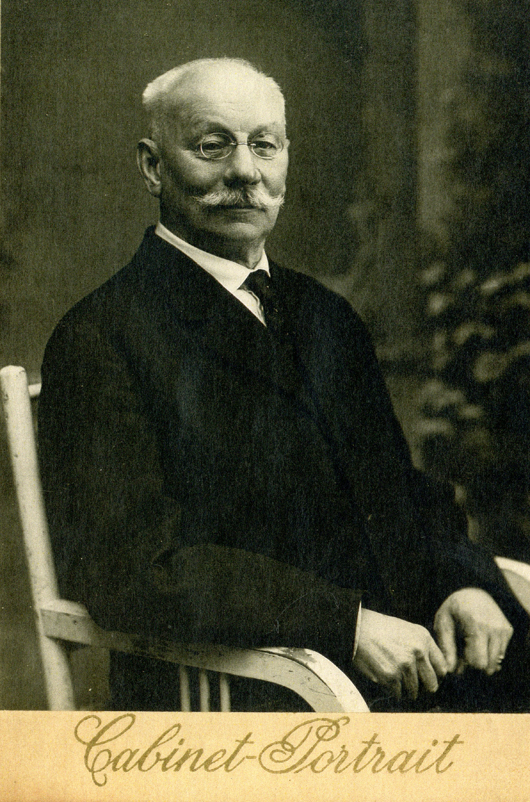
Ю. М. Шокальский

В 1918—1924 годах участвовал в работе Межведомственной комиссии при Главном гидрографическом управлении Народного комиссариата по морским делам РСФСР по введению счёта времени по международной системе часовых поясов (поясное время на всей территории СССР было введено в 1924 году).
Преподавал в Морской академии до 1930 года, был старшим руководителем кафедры океанографии и возглавлял гидрографический факультет. Создал единственный в стране Океанографический кабинет.
В 1923—1927 годах руководил океанографической экспедицией по комплексному изучению Чёрного моря. Исследования велись и по физической океанографии и по биологической; последние совместно с биологической станцией Академии наук в Севастополе под руководством В. Н. Никитина. Исследовал Ладожское озеро, реки Вычегду, Тавду и другие. Выступил инициатором развития гидрографических исследований в арктических морях, был одним из ведущих разработчиков научной программы освоения и использования Северного морского пути.

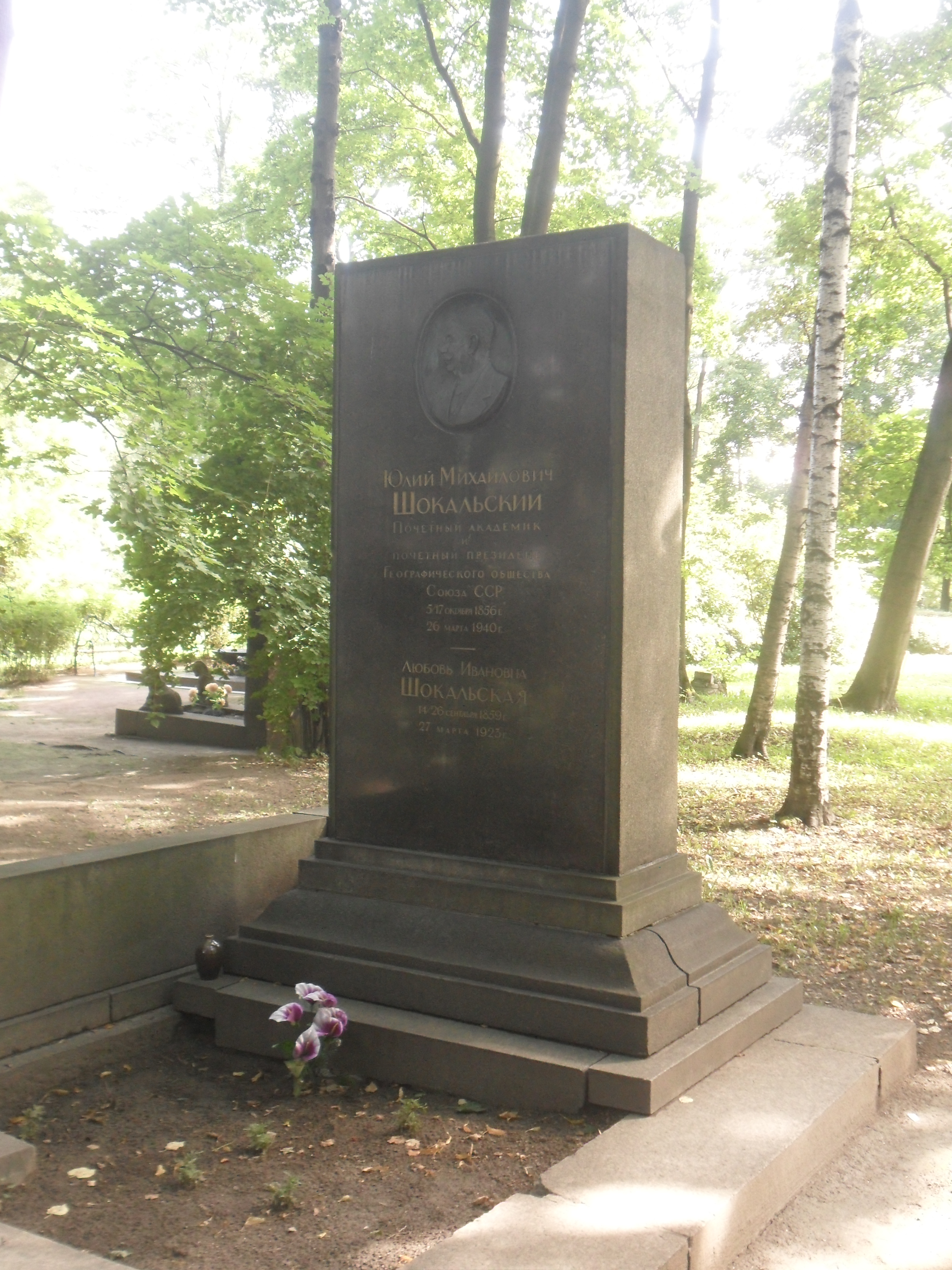
Могила на Литераторских мостках, Санкт-Петербург

Руководил Геодезическим комитетом Госплана СССР и Главным управлением гидрометеорологической службы. Преподавал в Военно-инженерной академии, Ленинградском государственном университете.
Скончался 26 марта 1940 года в Ленинграде, похоронен на Литераторских мостках.

## Семья
Сын — Александр (5 июля 1889 — 24 апреля 1917), морской офицер, участник Первой мировой войны.
Дочь — Зинаида Юльевна Шокальская (1882—1961), физикогеограф и почвовед, доктор географических наук (1945), Заслуженный деятель науки РСФСР (1958).

## Звания и награды
- Председатель Русского географического общества в 1917—1931 годах.
- Член-корреспондент (1923) и почётный академик (1939) Академии наук СССР.
- Член Вашингтонской академии наук (1935)[5].
- Почётный член-корреспондент Королевского географического общества в Лондоне (1904).
- Почётный сотрудник Главного гидрографического управления (1912).
- Почётный профессор МИИГАиК[6].
- Награждён орденами Святого Станислава 1-й степени, Святого Владимира 3-й и 4-й степеней, бельгийским Кавалерским крестом, французским орденом Почётного легиона.
- Герой Труда.

## Память

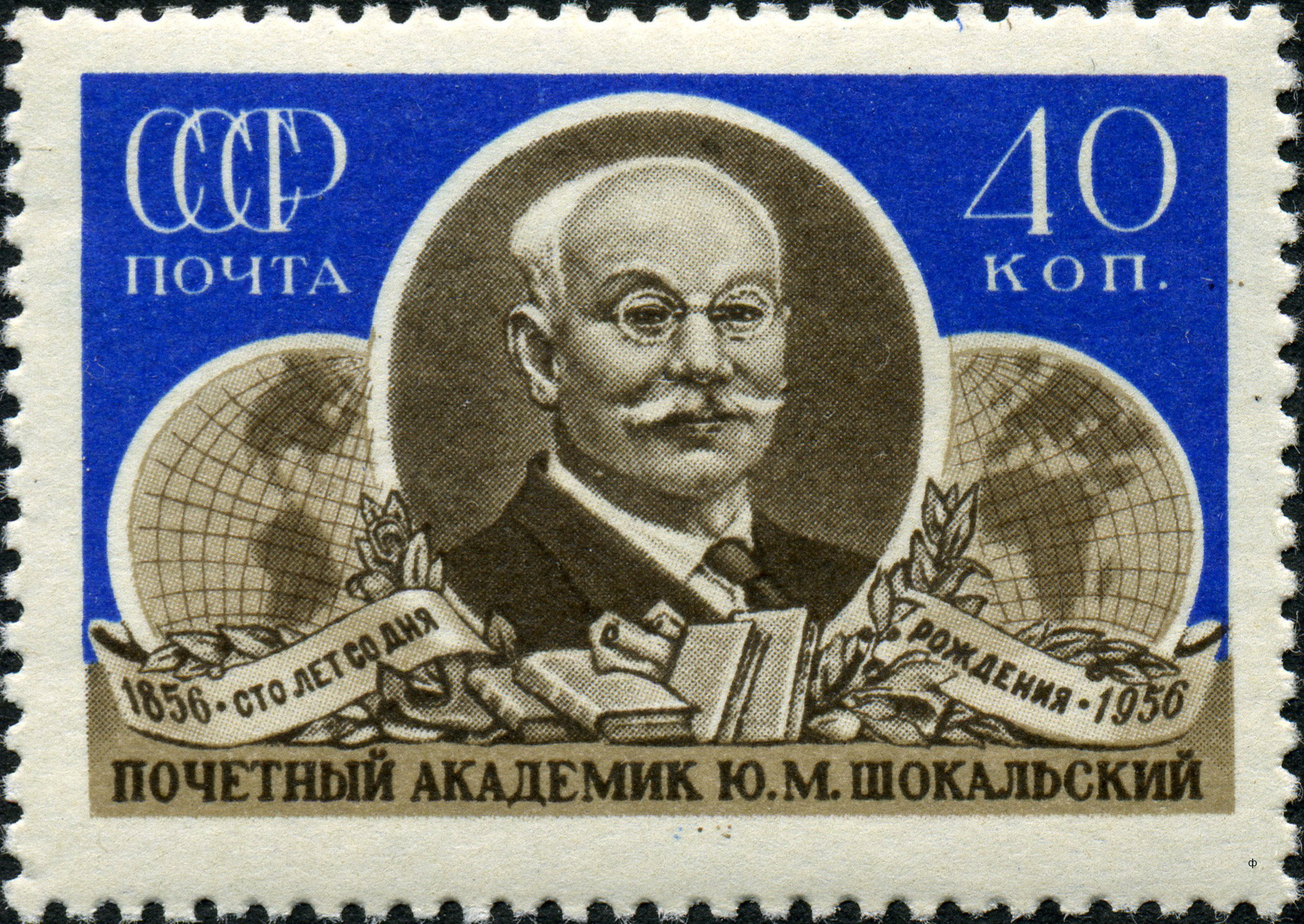
Почтовая марка СССР, 1956 год

Ю. М. Шокальский проявлял глубокий интерес к полярным исследованиям, изучению Северного морского пути и Арктики. Его имя увековечено на картах в полярных областях.
- Имя Шокальского присвоено Центральному лекторию в Санкт-Петербурге.
- Имя Шокальского носило научно-исследовательское судно «Академик Шокальский», «Юлий Шокальский», «Ю. М. Шокальский», «Академик Ю. Шокальский», «Академик Ю. М. Шокальский» и круизное судно «Академик Шокальский».
- В 1956 году была выпущена почтовая марка СССР, посвященная Шокальскому.

Именем Шокальского были названы:
- два острова в проливе Карские Ворота и остров при входе в Обскую губу;
- подводный хребет у острова Уруп и горный хребет Шокальского на этом же острове Курильской гряды;
- пролив между двумя островами в архипелаге Северной Земли;
- озеро Шокальского на полуострове Канин;
- ледник Шокальского на Северном острове Новой Земли, названный так Георгием Яковлевичем Седовым;
- Ледник Шокальского в Казахстане;
- ледник на пике Гармо;
- ледник на Алтае;
- пик и ледник в Богдо-Ола (Восточный Тянь-Шань);
- тёплое течение в Баренцевом море, идущее вокруг Шпицбергена;
- бухта[англ.] на северо-восточном побережье Земли Александра I (Антарктида)[7];
- проезд в Москве
- улица в Иркутске.
- улица в Санкт-Петербурге (с 24 декабря 2021 года[8]); в Петергофе уже планировалась улица Шокальского, название которой было присвоено в 1970 году, но она так и не появилась, что заставило Топонимическую комиссию в 2016 году упразднить название[9].

В октябре 2022 года состоялось открытие бюста Ю. М. Шокальскому на северо-востоке Москвы в сквере имени 50-летия ВЛКСМ.

## Адреса
Адреса, связанные с проживанием и работой Ю. М. Шокальского:
- 1908—1940 — доходный дом Н. Ф. и Ф. Ф. Комиссаржевских, Английский проспект, 27, кв. 19.